# Mannheimer FG Germania 1897
Die Mannheimer FG Germania 1897 war ein Sportverein aus Mannheim und einer der 86 Gründungsvereine des Deutschen Fußball-Bundes. Vertreten wurde er hier durch Walther Bensemann.
Der Verein spielte zwischen 1899 und 1902 in der höchsten Klasse des Mannheimer Fußball-Bunds (MFB). Am 7. Juni 1901 kam es zu einer Fusion mit Sport Mannheim und der Umbenennung in Mannheimer Sport-Club Germania 1897. Bis 1907/08 trat er in der Gauliga Pfalz, später Gauliga Neckar innerhalb des Verbandes Süddeutscher Fußball-Vereine an. Ab dem 1. August 1908 schlossen sich die Mitglieder dem Verein Union VfB Mannheim an.